# Medicina etrusca

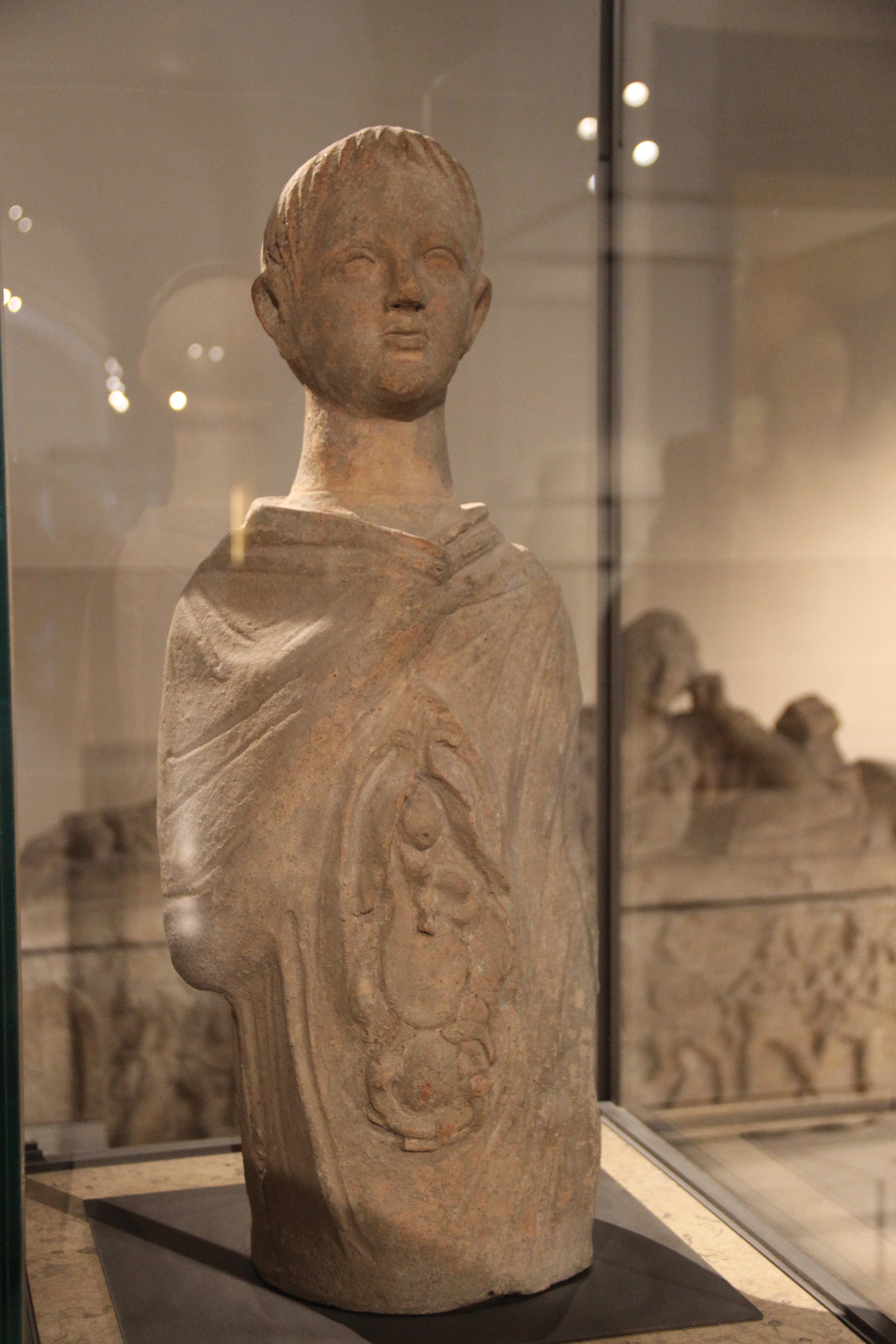
Busto votivo anatomico del III o II secolo a.C., probabilmente da Canino. Louvre, Parigi

Fra i popoli antichi, gli Etruschi, ebbero grande notorietà per le loro conoscenze nell'ambito della medicina e della chirurgia. Tuttavia, la quasi totalità delle informazioni inerenti alle conoscenze mediche di questa civiltà, sono solo il frutto di numerose ipotesi e deduzioni sulla base dei ritrovamenti archeologici (ex voto anatomici).

## La medicina etrusca nelle fonti antiche

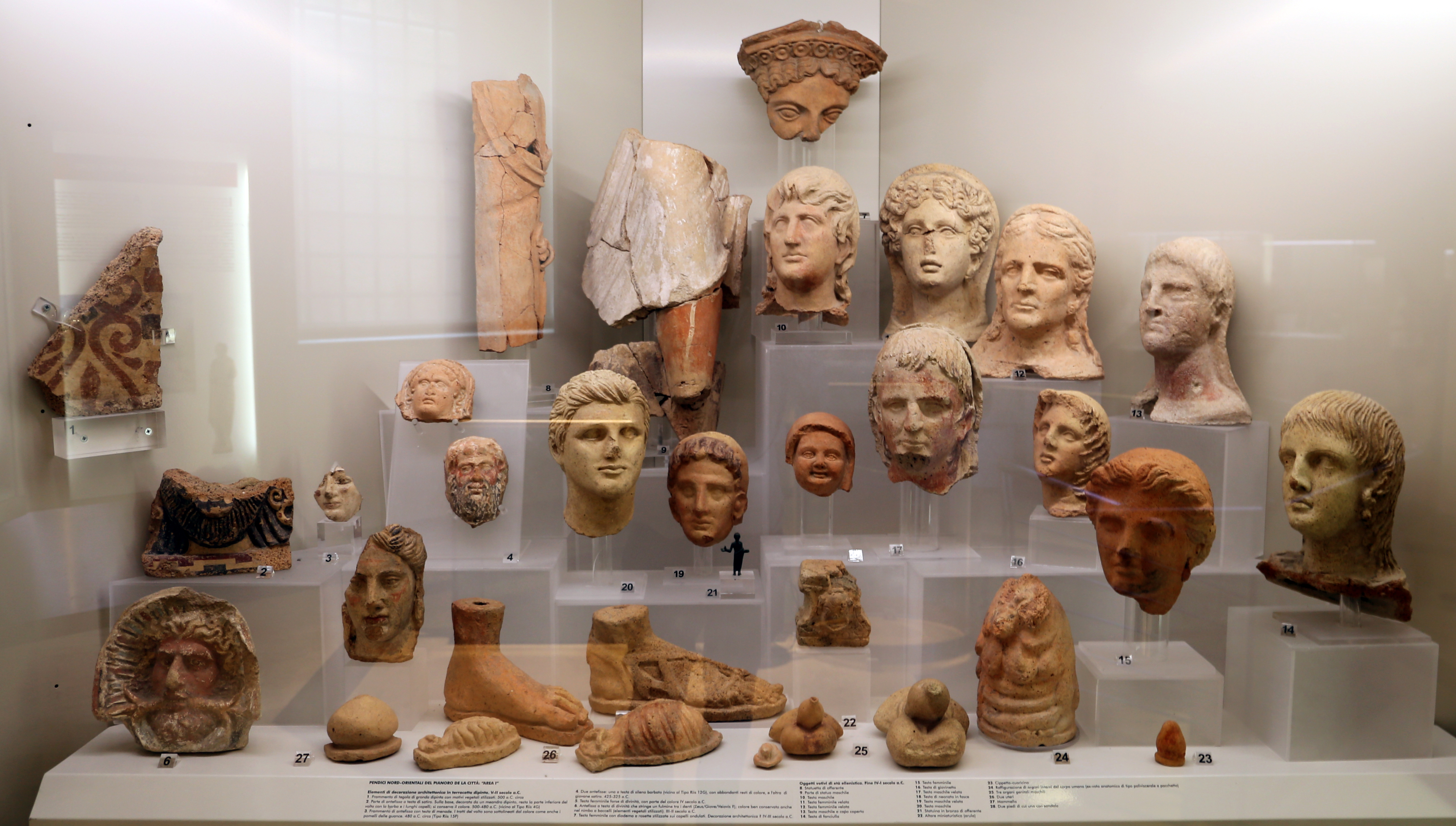
Rinvenimenti votivi da Vulci, V-II secolo a.C., Museo nazionale etrusco di Villa Giulia

Molti autori antichi nelle loro opere descrivono peculiarità e pratiche caratteristiche della medicina etrusca. Esiodo, in un passo della sua Teogonia, riporta che le conoscenze degli Etruschi relative alle piante medicinali derivavano dai figli della maga Circe, Agrio e Latino, loro antenati. Varrone riferisce, invece, di un collegio sacerdotale avente sede sul monte Soratte, il quale aveva come compito principale la distillazione di un farmaco anestetico. Vi è poi una serie di piante medicinali che la tradizione letteraria antica ricorda essere state da sempre utilizzate dagli Etruschi.

## Conoscenze farmacologiche e mediche
Sarebbe ingiusto definire il popolo etrusco come una civiltà dalla medicina primitiva, in cui tutto era visto solo dal punto di vista magico, esoterico e di dubbia efficacia, quando, invece, è ben nota la loro fama nel mondo antico in questo campo. Sembra che la civiltà etrusca fosse anche profonda conoscitrice degli effetti benefici delle acque termali, utilizzate largamente per la cura di molte malattie. Persino Scribonio Largo, medico e scrittore romano, sottolineava la sbalorditiva efficacia di queste acque ferruginose, le quali, essendo utili per le malattie della vescica, venivano definite appunto, vescicariae. La comparazione con le applicazioni attuali delle acque termali permette di pensare anche al loro utilizzo in antico per calcolosi, infiammazioni gastro-intestinali, dispepsie, epatopatie, foruncolosi, dermatiti.
Le acque salutari dell’Etruria possono essere definite, dal punto di vista della temperatura: ipertermali (40°), omotermali (40-30°) e fredde (sotto i 20°); dal punto di vista mineralogico, invece, sono classificabili in: oligominerali, mediominerali, solfuro-alcalino-terrose e ferruginose. La terapia, data la catalogazione mineralogica delle acque termali, poteva articolarsi, quindi, in: crenopinoterapia, che consisteva nella somministrazione di acqua minerale per bibita a scopo terapeutico, crenobalneoterapia, che ricorreva a bagni di acqua minerale, crenolutoterapia, che consisteva nell'applicazione terapeutica di fanghi naturali.

## Le erbe medicinali

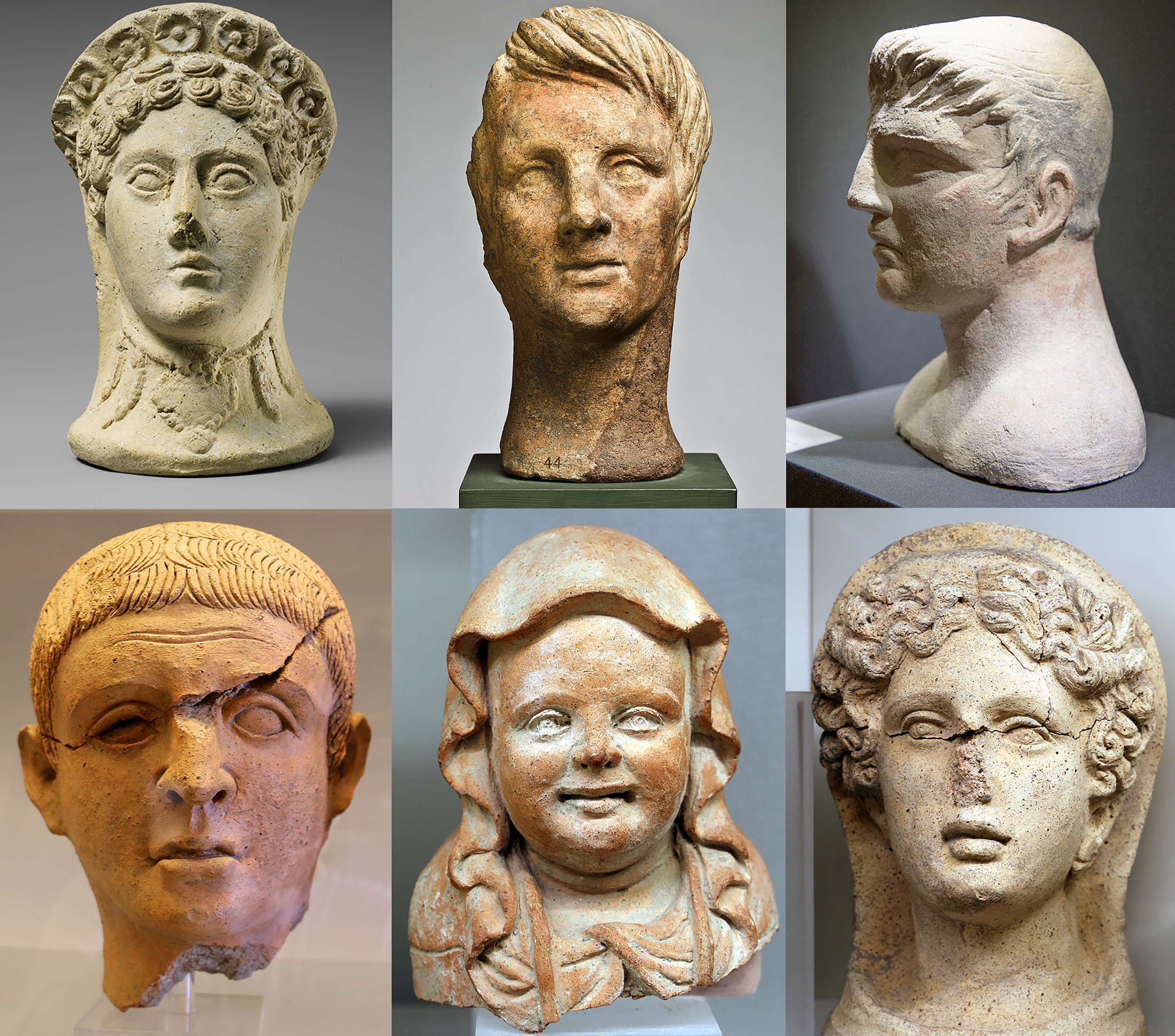
Teste votive IV-II secolo a.C., provenienti da vari santuari d'Etruria

La prima terapia che gli Etruschi hanno escogitato contro le malattie è stata ricercare quanto offerto dalle erbe e dalle piante del loro ricchissimo territorio. È probabile tuttavia che non avessero sempre chiaro il dosaggio adeguato e quindi la demarcazione fra veleno e rimedio.
Una pianta medicinale in uso presso gli Etruschi era il myriophillon o millefolium il cui succo, unito a grasso di maiale, formava una pomata efficace per curare le ferite e consolidare i tendini dei buoi tagliati dal vomere. Ai fiori e alle foglie del millefoglio, si riconoscono oggi, inoltre, anche proprietà antispasmodiche, diuretiche e toniche. Della pianta del lino, gli Etruschi usavano probabilmente il seme che serviva come farmaco con proprietà emollienti e antinfiammatorie. In epoca augustea, Ovidio raccomandava il Semen Tuscum per la cosmesi femminile. Doveva trattarsi probabilmente di Triticum spelta macinato, fornente una farina da usarsi come amido in alcune maschere facciali. 
Un attento studio filologico ha isolato quattro piante latine che sembrerebbero appartenere ad un sostrato prelatino. La prima pianta medicinale di questo gruppo è la nepeta, una pianta erbacea perenne con rizoma strisciante, presente dal mare alla zona montana nei boschi e nei prati, che permette di ricavare dalle sommità fiorite un olio essenziale che stimola la circolazione superficiale, favorisce i processi di riparazione dei tessuti cutanei e la digestione. La menta poleggio, pianta erbacea perenne con fusti striscianti sul terreno, si trova dal mare alla zona submontana e preferisce luoghi umidi come i fossi, favorisce con i suoi fiori la digestione, stimola la secrezione della bile e l'attività generale del fegato; la tradizione popolare le attribuisce anche le prerogative di regolare la fase mestruale e di sedare la tensione nervosa. Per uso esterno ha proprietà antisettiche, analgesiche e antipruriginose. Il ginestrone è un arbusto con foglie persistenti, lineari, spinose; tipico della macchia mediterranea, si usa oggi in infusi lassativi, diuretici e ipotensivi. Il terzo nome è mutuka, la cui radice 'mut', ha fatto pensare a due piante, il timo e il cisto. Il timo è un piccolo arbusto che predilige le zone marine e contiene i suoi principi attivi nelle sommità fiorite, ha proprietà aromatiche, antisettiche utili per disinfettare l'albero respiratorio e l'intestino: in pratica viene utilizzato per le proprietà balsamiche tossifughe, fluidificanti catarrali. Del cisto si conoscono 16 specie, da alcune di esse si ottengono resine aromatiche. La radia, infine, che ha fatto pensare ai cespugli del rovo canino e al rovo di macchia, le quali foglie e frutti hanno proprietà astringenti, antinfiammatorie, diuretiche e servono per curare emorragie interne.
Le altre piante ricordate da Dioscoride come utilizzate dagli Etruschi, presentano una radice indoeuropea, tra i quali individuiamo biancospino, dai cui fiori si ricava un estratto che ha potere sedativo; la genziana; il gigaro, nome di una varietà di aro. Le pur frammentarie e disarticolate notizie consentono di far ipotizzare un'evoluta tradizione farmacologica etrusca, probabilmente sistematizzata in testi oggi irrimediabilmente perduti, a cui forse lo stesso Dioscoride attinse.

## L'uso dei metalli nella medicina
Nella civiltà etrusca esistevano artigiani molto abili nella lavorazione dei metalli e delle loro leghe; probabilmente erano i toreuti stessi a produrre gli strumenti chirurgici.

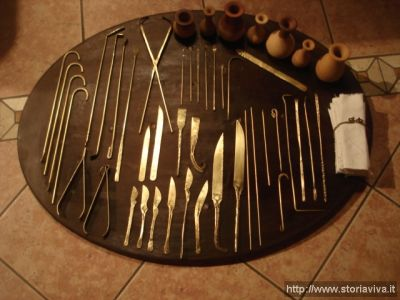
Ricostruzione dei ferri da cerusico etrusco

### Strumenti chirurgici
Gli strumenti, per lo più bronzei, rinvenuti in area etrusca, possono essere suddivisi nelle seguenti classi:
- cauteri con punta lanceolata (media altezza 20 cm): tali strumenti erano arroventati e applicati sui tessuti con vari scopi. Le ferite fresche e i vasi minori venivano trattati con il ferro rovente per provocare la formazione di una crosta ed arrestare l'emorragia in corso.[5] Polipi e fistole potevano essere curati cauterizzandoli;
- coltello (lunghezza 6 cm): sorta di bisturi a lama arrotondata per le incisioni. Si hanno anche esemplari di impugnature di bisturi, per lo più foggiate nell'inconfondibile forma a spatola;
- pinzette a ganasce lisce piegate obliquamente rispetto alle branche (media lunghezza 15 cm): tale forma era destinata all'estrazione di corpi estranei, di schegge ossee e simili[5];
- sonde, con una delle estremità a nocciolo di oliva e l'altra o a pala di remo o a spatola o a cucchiaio o a cucchiaino o fenestrata (media altezza 15 cm): in origine la sonda non era altro che un bastoncino col quale si poteva valutare la profondità di una ferita o l'estensione di una fistola, che poteva essere introdotto nel naso e nelle orecchie; aveva cioè la funzione di prolungare il dito del medico aiutandolo a esplorare più accuratamente. L'aggiunta di estremità di varia forma serviva poi per gli usi più svariati: quella olivare serviva a mescolare i medicamenti; quella a spatola, a cucchiaio e a pala di remo a spalmarli direttamente su fasce o su parti del corpo. Le sonde a cucchiaino invece erano introdotte in una ferita o in un orifizio naturale per portare il medicamento il più vicino possibile alla parte da curare. La sonda fenestrata aveva uno stelo rotondo con una estremità appiattita e curva ad angolo retto con un foro, attraverso il quale veniva introdotto un filo che serviva per la legatura dei vasi[5];
- tenaglie (media lunghezza da 30 a 50 cm): i modelli più corti potevano servire per l'estrazione di denti, quelli più lunghi per afferrare le ossa. Entrambe erano adatte per l'eventuale rimozione dei corpi estranei;
- thumi (media altezza 15 cm): sono strumenti in bronzo, con un estremo foggiato a mezzaluna e l'altro a forma di impugnatura schiacciata.[5]

### Odontoiatria
Gli Etruschi godevano di grande fama anche dal punto di vista odontoiatrico. Erano infatti celebri per la loro capacità di preparare protesi dentali. Sono stati infatti ritrovati numerosi resti di crani umani con impiantate protesi dentarie che stupiscono ancora oggi per la loro precisione, funzionalità e resistenza tanto da farci capire l'elevata perizia tecnica in questo campo della civiltà etrusca (frammenti sono conservati al Museo Archeologico di Firenze, al Museo Universitario di Gand e al Public Museum di Liverpool). Le protesi etrusche possono essere distinte in due tipologie fondamentali:

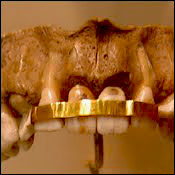
Protesi dentaria etrusca esposta al Museo Nazionale di Tarquinia

- banderelle o anelli d'oro fra loro saldati: esse sostenevano denti artificiali, racchiusi in anelli e appoggiati all'estremità dei denti sani mantenuti in sede anche da perni, che li attraversavano alla base, in senso labio-linguale, ribaditi alle estremità.
- strisce o sottili lamine in oro (3 mm ca.): esse, poste alla base di ciascuno dei denti, passavano a spirale, dal lato vestibolare a quello linguale, collegandoli l'un l'altro e fissando quelli vacillanti. Per tali lavori veniva utilizzato oro fino, malleabile, così che probabilmente si poteva lavorare con prove e riprove di dentimetria senza ricorrere all'impronta dell'arcata dentaria da riparare.[6]

Se si utilizzavano banderelle, veniva tagliata una sottilissima striscia d'oro e si circondava in blocco denti di fissazione e denti artificiali, poi si saldavano i setti lamellari e gli spazi interstiziali ottenendo suddivisioni quadrangolari. Se si trattava di anelli separati erano saldati nel loro punto di unione. Preparata la ferula, laminare o anulare, ogni dente artificiale era adattato perfettamente allo spazio vuoto a disposizione, traforato e fissato all'anello o alla banderella con un perno ben ribadito. Terminata la preparazione della protesi, questa era collocata nella cavità orale, sulla arcata corrispondente ed era adattata ai denti di ancoraggio.
Non sempre, però, questi capolavori servivano per motivi pratici come ad esempio alla cura di patologie dentarie o alla riparazione di danni causati da incidenti ma, spesso, avevano soltanto una funzione estetica. Molte protesi ritrovate, infatti, sono fatte d'oro e da questo particolare, si può dedurre che molte di esse servivano soltanto ad ostentare la ricchezza di chi poteva indossarle.

## Conoscenze di anatomia

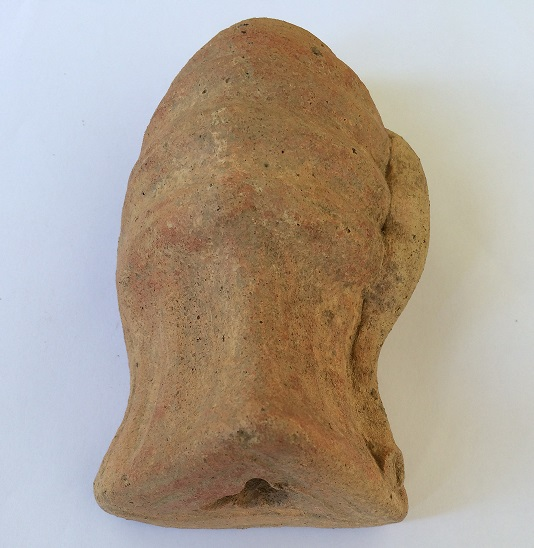
Utero votivo etrusco ritrovato nel Santuario Campestre di Tessennano presso Vulci

Anticamente i luoghi destinati alla preghiera e al culto erano i templi. Qui si praticavano riti e si chiedeva la grazia divina. Per ottenerla i fedeli portavano delle offerte per essere più sicuri di essere ascoltati dalla divinità. Gli scavi effettuati nelle aree sacre del territorio etrusco-laziale e campano, come quelli effettuati a Tessennano (VT), hanno riportato alla luce numerose terrecotte architettoniche e votive. La maggior parte degli ex voto sono di tipo anatomico, risalgono al IV-III secolo a.C. e possono essere messi in rapporto con la sanatio cioè la richiesta dell'intervento divino o anche con la suscepto cioè il ringraziamento divino. Vengono rappresentati parti anatomiche come arti e organi, ma ci si pone subito il problema se questi ultimi siano sani o malati. Ovviamente queste sculture fatte in terracotta servivano per le richieste di aiuto. Non mancano poi votivi raffiguranti organi genitali maschili e femminili che andavano chiedendo la fertilità agli dèi. Ci sono infatti pervenuti numerosissimi uteri e peni in terracotta. La conoscenza dell'anatomia degli Etruschi è inoltre dovuta agli aruspici, che attraverso l'analisi delle viscere credevano di carpire messaggi divini o addirittura di predire il futuro. Si credeva, infatti, che nel momento in cui si sacrificava un animale, il dio imprimesse sulle viscere di quest'ultimo informazioni destinate agli uomini; era quindi indispensabile per gli aruspici conoscere la composizione interna e le possibili deformazioni che potevano trarli in inganno. Il dubbio che sorge tra gli studiosi in materia è se alla base degli ex voto si trovi un'esperienza diretta attraverso dissezione dell'anatomia umana. Le rappresentazioni anatomiche risultano in genere approssimative.

## Patologie

### Patologie accertate dall'analisi osteologica

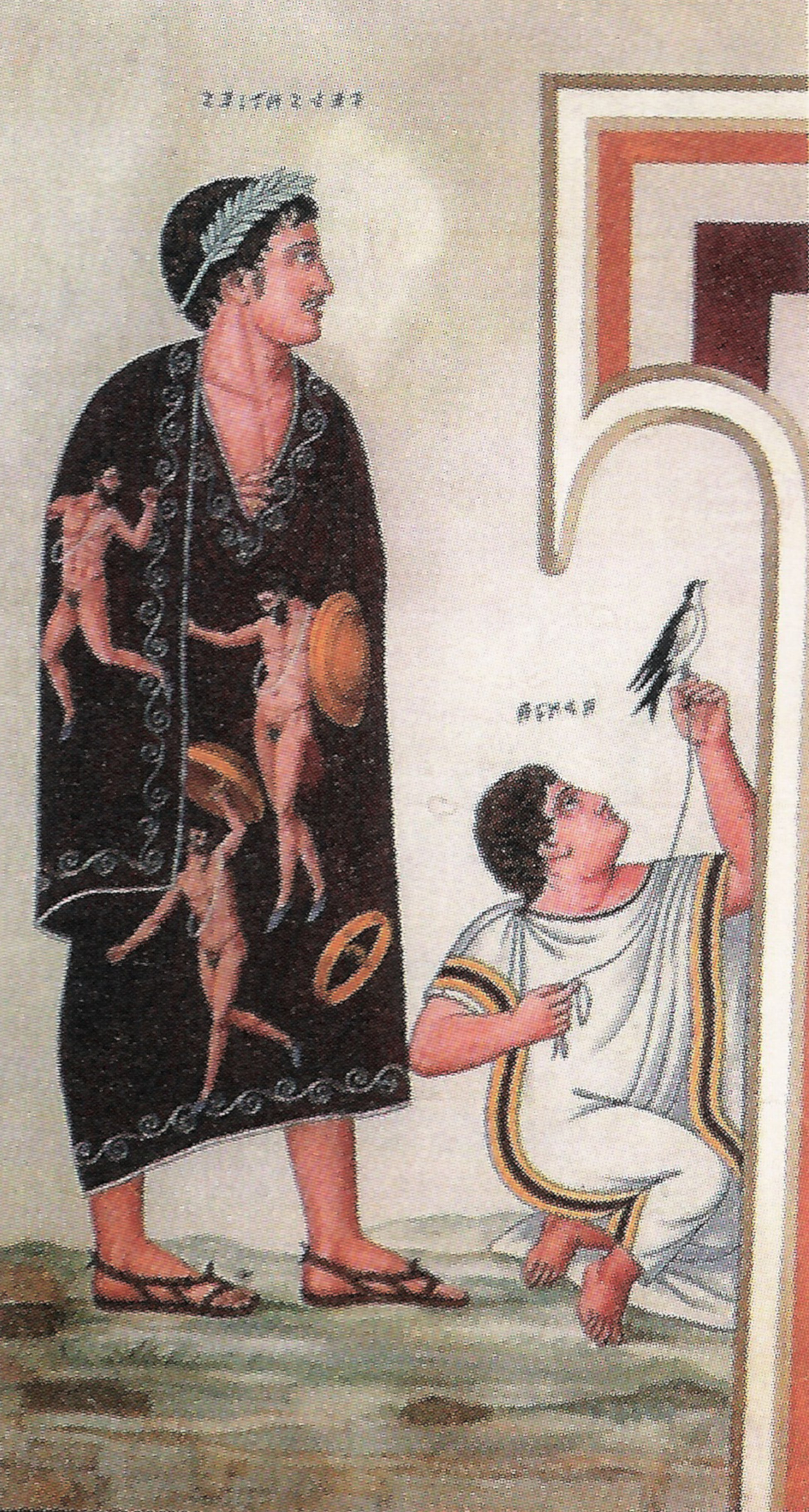
Affresco della Tomba François di Vulci risalente al V secolo a.C.

Dall'analisi del materiale osteologico si ricavarono i risultati più importanti riguardo alle patologie che affliggevano gli Etruschi. Un caso di individuo affetto da nanismo acondroplastico è stato scoperto fra i resti scheletrici inquadrabili fra il VII e il VI secolo a.C. relativi alla necropoli del Ferrone, nell'entroterra del Lazio settentrionale. Quest'ultima ha restituito anche molti casi di “tibia a sciabola”, una delle possibili caratteristiche scheletriche associate al fenomeno del rachitismo. Inoltre di eccezionale interesse l'attestazione di un caso di tubercolosi ossea o morbo di Pott con localizzazione ai corpi vertebrali L4 e L5 su uno scheletro proveniente da Pozzuolo, in provincia di Perugia, che conferma che la tubercolosi doveva essere una malattia estremamente diffusa tra la popolazione etrusca, considerato il particolare rilievo che aveva l'allevamento bovino. Si ricordano infine casi di malformazioni congenite come un iperostosi frontale interna in un cranio di Tarquinia del II secolo a.C. e un aneurisma in un bambino di circa 5 anni del IX secolo a.C. rinvenuto presso la Civita di Tarquinia, con una sintomatologia caratterizzata da crisi epilettiche focali ricorrenti.

### Patologie accertate nell'iconografia etrusca
L'arte etrusca conserva molte chiare rappresentazioni di malformazioni fisiche, frutto dell'acuto spirito di osservazione degli artisti, che non possono in alcun modo considerarsi il frutto di convenzioni figurative. In un affresco della tomba François di Vulci, relativa all'ultimo trentennio del IV secolo a.C., è ad esempio rappresentato un nano obeso, che regge sulla sinistra un volatile, forse una rondine, legata ad una cordicella. Si tratta probabilmente di un acondroplastico, come statura e polisarcia (in medicina, forma di obesità associata a notevole sviluppo delle masse muscolari e della struttura ossea) confermerebbero. Un ulteriore caso è rappresentato su uno specchio di Tarquinia nel quale si sottolinea la presenza di un uomo accovacciato, con torace deformato da una grossa gibbosità posteriore e da un'accentuata curva anteriore e gambe sproporzionatamente più corte rispetto al resto del corpo. Ricorrono inoltre, in alcuni ex voto di terracotta, figure femminili con mammella ipertrofica e organi genitali maschili nei quali il prepuzio ricopre totalmente il glande (fimosi).

## La cura dei bambini e le norme igieniche

### Il parto e la cura dei bambini
L'attenzione al mondo dei bambini da parte del popolo etrusco, anche a livello mitico, è riscontrabile dal fatto che fu il fanciullo Tagete, a fondare l'aruspicina etrusca. 
La vita dell'infante, nel mondo etrusco, era caratterizzata da tre momenti critici: il primo periodo coincideva con l'età perinatale, in seguito ai rilevanti stress collegati al momento del parto e al primo periodo di vita; il secondo corrispondeva allo svezzamento ed infine il terzo periodo era intorno ai 6-7 anni d'età, quando nelle società agricole come quella etrusca, i bambini delle classi più umili erano inseriti prevalentemente nelle attività lavorative degli adulti, rischiando così di andare incontro a stress, malattie e traumi che spesso non potevano essere superati, specie se l'alimentazione era scarsa o non adeguata.

### L'igiene mortuaria
È possibile riscontrare diverse tecniche di sepoltura nella civiltà etrusca. Se la fase villanoviana vide infatti il prevalere della pratica dell'incinerazione per cremazione, con la fase orientalizzante si affermò l'inumazione specialmente nell'area meridionale e marittima. In seguito i due rituali furono praticati indifferentemente. Ciò che comunque accomunava le due pratiche, era il luogo della sepoltura del cadavere, generalmente all'esterno della città.

### L'igiene personale
Narra Teopompo che gli Etruschi appartenenti al ceto nobiliare, erano soliti depilarsi completamente, dopo aver strofinato il corpo con la pece. In particolare, le donne si depilavano con lo strigile, uno dei tanti strumenti rinvenuti di frequente nelle sepolture. Ben diversa, invece, era la situazione delle classi più umili che dovevano accontentarsi di bagni in ruscelli o pozze all'aria aperta.

### L'assistenza sui campi di battaglia
Nella terraferma gli eserciti erano composti soprattutto dalla fanteria oplitica. Le battaglie etrusche ebbero sempre come scenario aree poco oltre il confine del proprio territorio o addirittura all'interno di esso. Questo consentiva di ricoverare i feriti presso i centri abitati alleati, anche se fondamentale era il mutuo soccorso fra i soldati, ognuno dei quali portava con sé la propria esperienza personale, le ricette mediche tramandate in famiglia e le formule magiche. In particolare la lana d'ariete avvolta intorno alle articolazioni aveva un effetto emostatico; imbevuta in acqua fredda, vino, aceto e olio, favoriva la guarigione. L'albume leniva le piaghe e la sugna giovava alle scorticature causate dalle lunghe marce. Poco si poteva fare per le ferite profonde di punta, di taglio e le lacero-contuse, per le fratture ossee con esposizione dei monconi, per il trauma cranico, per l'estrazione di dardi o proiettili, che se colpivano le ossa, si preferiva lasciare in situ. Della presenza di medici al seguito di eserciti etruschi non abbiamo nessuna attestazione, né proveniente dalle fonti letterarie, né dall'iconografia.